# NGC 2277
NGC 2277 — группа звёзд в созвездии Близнецы, выглядящая как рассеянное звёздное скопление, однако на самом деле являющаяся астеризмом, состоящим из звёзд близких друг к другу только на небесной сфере. Самые яркие звезды варьируются от 13-й до 14-й звёздной величины, а весь астеризм слабее 12-й величины. Угловой размер составляет 0.6 на 0.3 минут дуги. Астеризм был открыт 20 апреля 1865 года немецким астрономом Генрихом Луи Д’Арре.
Этот объект входит в число перечисленных в оригинальной редакции «Нового общего каталога».